# Letiště Luleå
Letiště Luleå (švédsky Luleå-Kallax flygplats) kód IATA: LLA, kód ICAO: ESPA) je páté největší letiště provozované společností Swedavia a v letech 2011–2019 podle počtů cestujících (přes milión cestujících ročně) šesté největší letiště ve Švédsku vůbec. Současně jde o největší letiště v severním Švédsku (Norrland). Letiště je současně využíváno jako vojenské letiště pro Norrbottens flygflottilj (letka je běžně označována též F 21 Luleå nebo zkráceně jen F 21). Letiště se nachází 7 km jihojihovýchodně od města Luleå, blízko osady Kallax. Má nejdelší vzletovou a přistávací dráhu v celém Švédsku.

## Historie a současnost
Letiště vzniklo v roce 1941 jako vojenské pro Norrbottens flygflottilj (F 21). Pro civilní letecký provoz bylo poprvé otevřeno 11. září 1944 (lety do Stockholmu). Zimní a tedy celoroční provoz letiště zahájilo v roce 1948, když byl postaven nový hangár a vybudováno odpovídající osvětlení dráhy a signalizace pro správnou sestupovou rovinu. Mezinárodní turistické charterové lety začaly v roce 1969. Současná budova terminálu byla otevřena v roce 1984. V 80. letech 20. století počet cestujících každoročně značně rostl, v roce 1991 byl poprvé překročen milión pasažérů. V 90. letech však počet cestujících opět klesal, což platilo prakticky pro všechna švédská letiště. Hranice miliónu cestujících tak byla opět dosažena až v roce 2011.

### Nejdelší ranvej ve Švédsku
V roce 1999 byla vzletová a přistávací dráha rozšířena a prodloužena až na 3350 metrů, což umožňuje bezpečné přistání největších, plně naložených nákladních letadel i ve zhoršených meteorologických podmínkách, které jsou zde časté (jde o jedno z nejseverněji položených letišť ve Švédsku). S touto délkou jde o vůbec nejdelší ranvej ve Švédsku. (Třetí, nejnovější a nejdelší ranvej na mnohem větším letišti Stockholm-Arlanda má 3301 metrů, někdy je uváděno 3315 metrů.) Prodloužení přistávací dráhy však nevedlo k podstatnému nárůstu letecké nákladní dopravy, což místní samospráva připisuje spíše stagnaci ekonomiky v tomto období.

### Letecké společnosti a destinace
| Letecká společnost          | Destinace/letiště |
| --------------------------- | --- |
| Aegean Airlines             | Sezónní chartery: Chania, Rhodos |
| Corendon Airlines           | Sezónní chartery: Antalya |
| Freebird Airlines           | Sezónní chartery: Antalya |
| Jonair                      | Pajala |
| Norwegian Air Shuttle       | Stockholm-Arlanda |
| Scandinavian Airlines (SAS) | Göteborg Landvetter, Stockholm-Arlanda Sezónní: letiště London Stansted Sezónní charter: Antalya, Fuerteventura, Larnaka, Palma de Mallorca, Rhodos, Samos |
| Sunclass Airlines           | Sezónní chartery: Gran Canaria, Rodos |
| TUI fly Nordic              | Sezónní chartery: Gran Canaria |

| Letecká společnost | Destinace nákladní dopravy |
| ------------------ | -------------------------- |
| Amapola Flyg       | letiště Umeå               |

## Statistiky letiště

### Počty cestujících
V letech 2011 až 2019 se počet cestujících na letišti Luleå pohyboval v rozmezí 1 milión až 1,2 miliónu (viz Tabulka 3) přičemž počty cestujících byly velmi stabilní. Kromě roku 2011 nepřesáhly meziroční změny 3,5 procenta a většinou byly ještě menší. Dlouhodobě jde o páté největší letiště, které provozuje společnost Swedavia (po letištích Stockholm-Arlanda, Göteborg Landvetter, Stockholm-Bromma a letiště Malmö). Celkově jde o šesté největší letiště ve Švédsku podle počtu cestujících. Kromě výše uvedených čtyř letišť je před ním ještě letiště Stockholm-Skavsta, které není ve vlastnictví švédského státu, ale provozuje ho soukromá společnost.
V roce 2020 (v důsledku pandemie covidu-19), se počet cestujících drasticky propadl oproti předchozímu roku 2019, a jen mírně přesáhl 0,4 miliónu cestujících. Obdobné poklesy zaznamenala naprostá většina letišť nejen ve Švédsku, ale i po celém světě. Ve srovnání s největšími švédskými letišti byl procentuálně pokles přece jen menší. V roce 2021 lze na všech letištích opět očekávat výrazně nižší počty cestujících než v letech 2011–2019.
| Rok  | Cestujících | Bazický index (2011 = 100) | Meziroční změna [%] |
| ---- | ----------- | -------------------------- | ------------------- |
| 2011 | 1 066 485   | 100                        | ▲8,9                |
| 2012 | 1 089 982   | 102                        | ▲2,2                |
| 2013 | 1 105 680   | 104                        | ▲1,4                |
| 2014 | 1 140 244   | 107                        | ▲3,1                |
| 2015 | 1 177 131   | 110                        | ▲3,2                |
| 2016 | 1 197 014   | 112                        | ▲1,7                |
| 2017 | 1 203 141   | 113                        | ▲0,5                |
| 2018 | 1 201 623   | 113                        | ▼-0,1               |
| 2019 | 1 162 424   | 109                        | ▼-3,3               |
| 2020 | 420 231     | 39                         | ▼-63,8              |

### Nejvytíženější linky
Tabulka 4 uvádí 5 nejčastějších vnitrostátních a mezinárodních linek v roce 2019. Na prvním místě je s velkým náskokem vnitrostátní trasa do hlavního město Švédska, na letiště Stockholm-Arlanda.
| Pořadí | Země: letiště       | Cestující | Změna v % 2019/2018 |
| ------ | ------------------- | --------- | ------------------- |
| 1      | Stockholm-Arlanda   | 1 045 986 | ▼2,4                |
| 2      | Göteborg Landvetter | 22044     | ▼23,0               |
| 3      | Gran Canaria        | 17 908    | ▲1,7                |
| 4      | Rhodos              | 16 132    | ▲6,3                |
| 5      | Chania              | 10 061    | ▼ 12,9              |

### Cestující podle zemí
Tabulka 5 uvádí počty cestujících z/do Luleå podle jednotlivých zemí (bez vnitrostátních linek v rámci Švédska, které tvoří naprostou většinu všech cestujících).
| Pořadí | Země      | Cestující | Změna v % 2019/2018 |
| ------ | --------- | --------- | ------------------- |
| 1      | Řecko     | 34 901    | ▲1,6                |
| 2      | Španělsko | 26 699    | ▲2,8                |
| 3      | Turecko   | 8 842     | ▲13,5               |
| 4      | Kypr      | 8 679     | ▲11,7               |
| 5      | Thajsko   | 3 824     | ▲23,0               |

## Fotogalerie

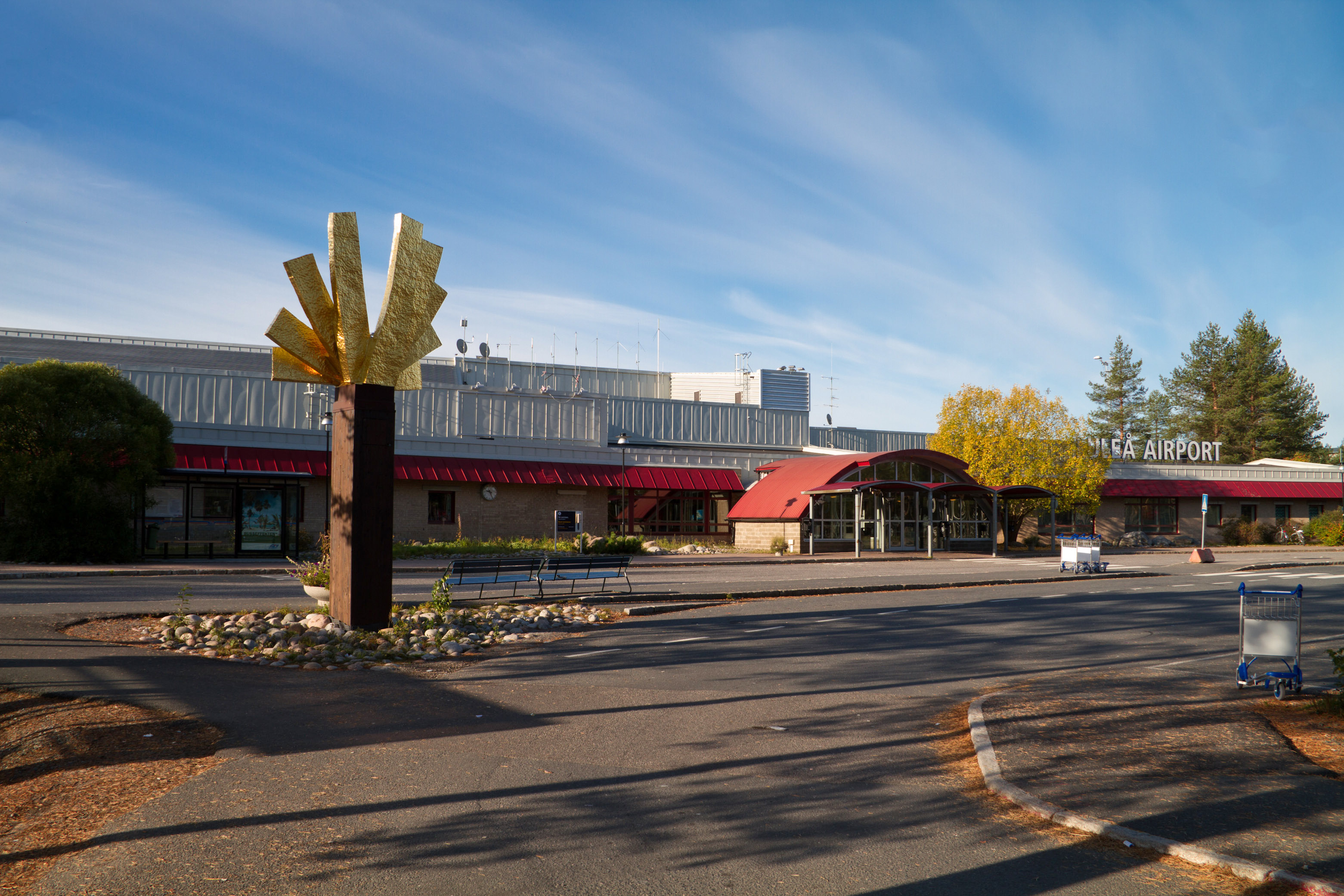
Vstup na letiště
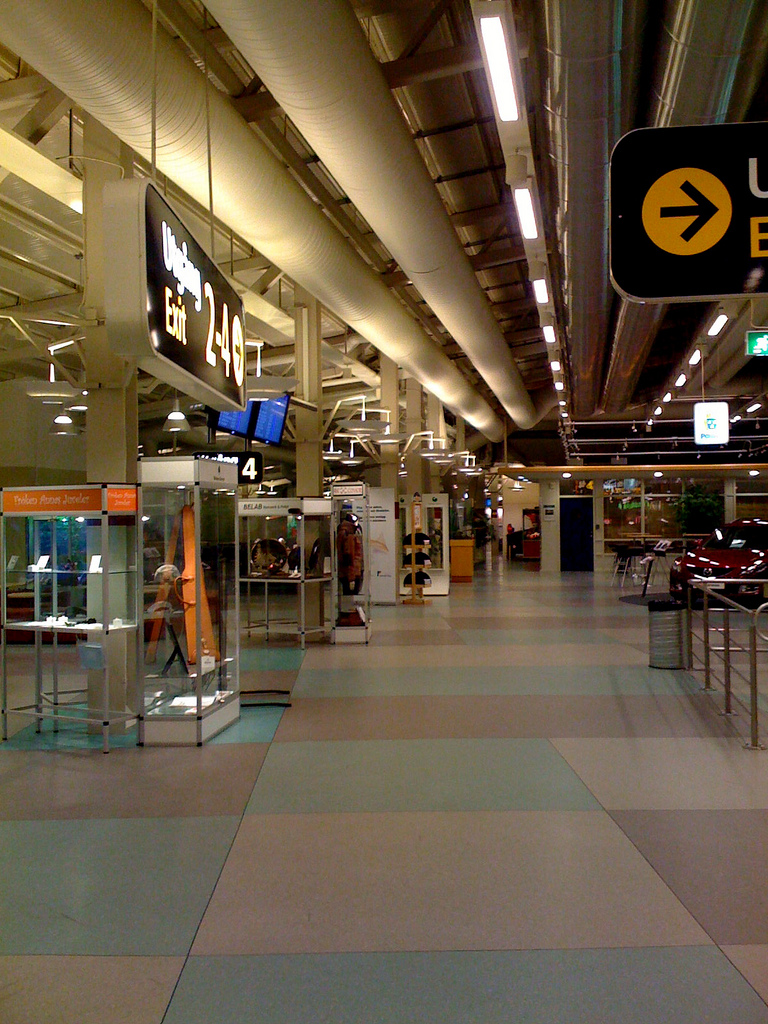
Interiér letiště
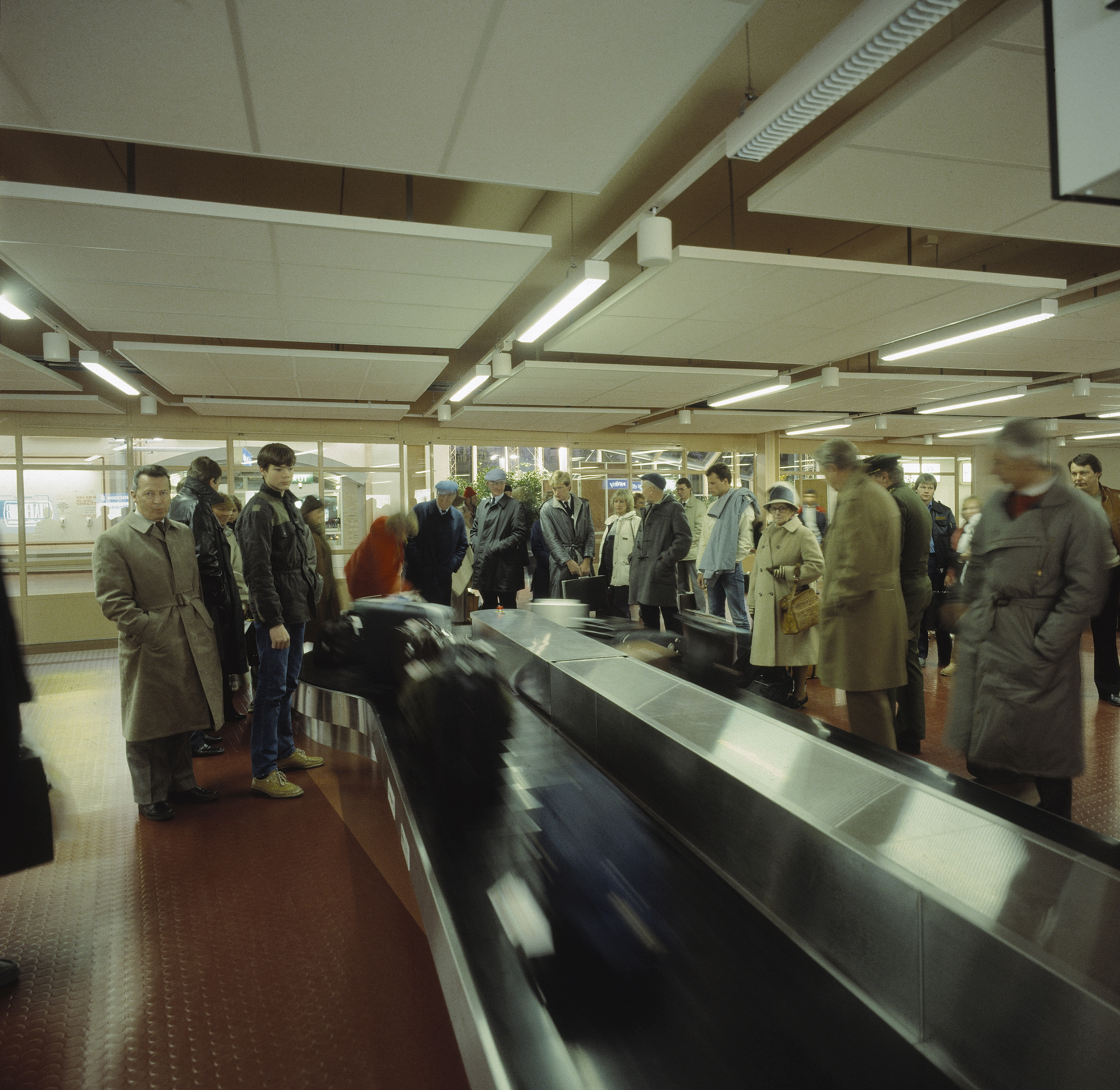
Výdej zavazadel
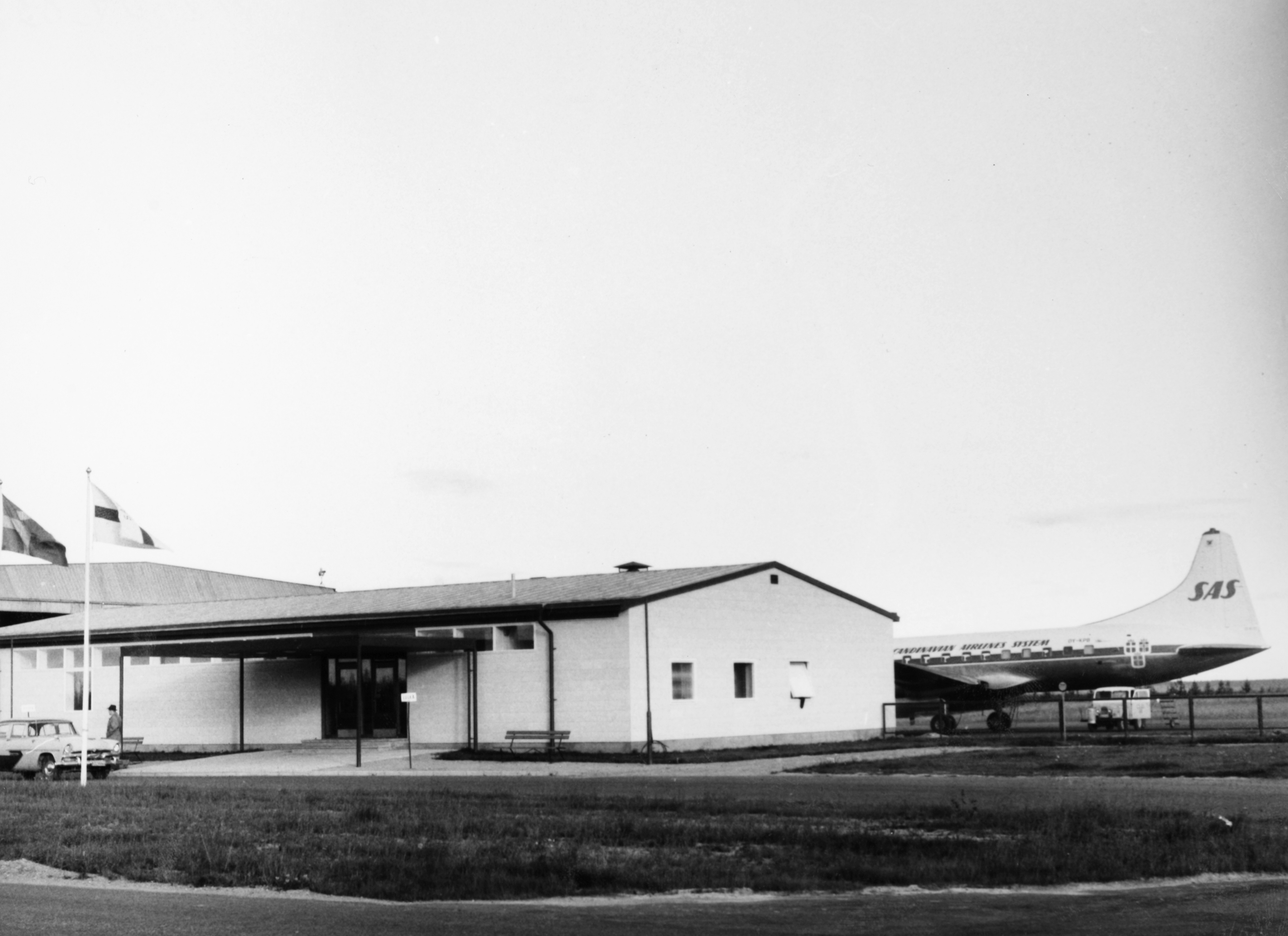
Historické foto letiště (1958) s Convair 440 (Scandinavian Airlines)